# Kanton Bouglon
Kanton Bouglon (francouzsky Canton de Bouglon) je francouzský kanton v departementu Lot-et-Garonne v regionu Akvitánie. Tvoří ho 10 obcí.

## Obce kantonu
- Antagnac
- Argenton
- Bouglon
- Grézet-Cavagnan
- Guérin
- Labastide-Castel-Amouroux
- Poussignac
- Romestaing
- Ruffiac
- Sainte-Gemme-Martaillac